# Malé Nepodřice
Malé Nepodřice jsou vesnice, část obce Dobev v okrese Písek v Jihočeském kraji. Nachází se asi 3,5 kilometru východně od Dobeve. Prochází zde silnice II/139. Malé Nepodřice leží v katastrálním území Nepodřice o výměře 11,09 km².

## Historie
První písemná zmínka o vesnici pochází z roku 1360.

## Obyvatelstvo
| Rok            | 1869 | 1880 | 1890 | 1900 | 1910 | 1921 | 1930 | 1950 | 1961 | 1970 | 1980 | 1991 | 2001 | 2011 | 2021 |
| -------------- | ---- | ---- | ---- | ---- | ---- | ---- | ---- | ---- | ---- | ---- | ---- | ---- | ---- | ---- | ---- |
| Počet obyvatel | 183  | 202  | 207  | 247  | 224  | 228  | 192  | 151  | 143  | 129  | 102  | 82   | 78   | 124  | 130  |
| Počet domů     | 30   | 38   | 39   | 39   | 38   | 38   | 38   | 40   | 38   | 35   | 34   | 37   | 36   | 53   | 65   |

## Obecní správa
Při sčítání lidu v letech 1850–1962 Malé Nepodřice byly osadou obce Nepodřice v okrese Písek. Od roku 1963 jsou částí obce Dobev v okrese Písek.

## Pamětihodnosti
- Kaple z roku 1872 se nachází u rybníka. Je zasvěcena svatému Václavovi.[8]
- Kamenný kříž s malovaným plechovým tělem Krista se nachází vpravo před kaplí.
- Pomník padlým v první světové válce se nachází vlevo před návesní kaplí.

## Osobnosti
- V Malých Nepodřicích se narodil Václav Holek (1886–1954), konstruktér zbraní.

## Galerie

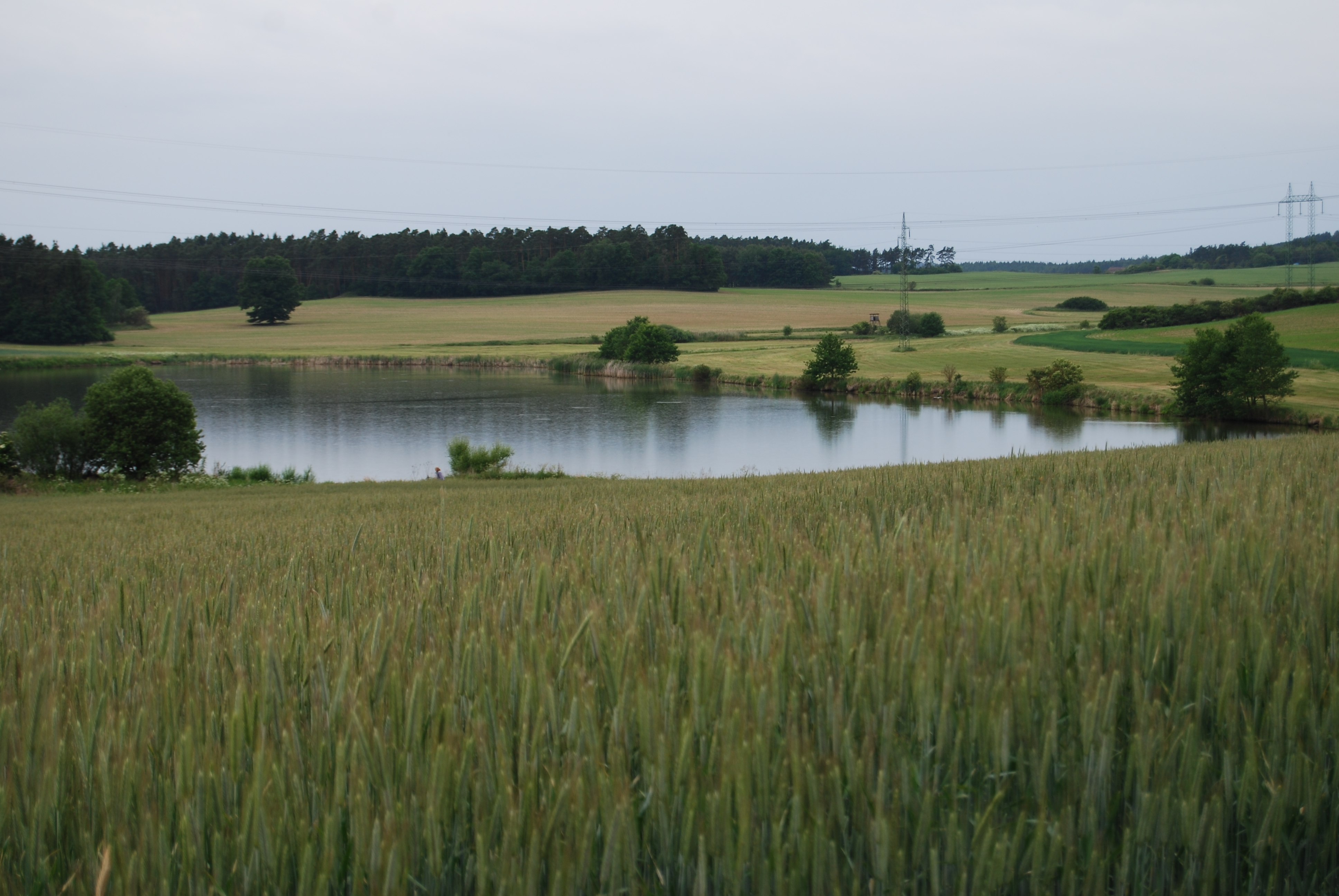
Rybník Čalovna
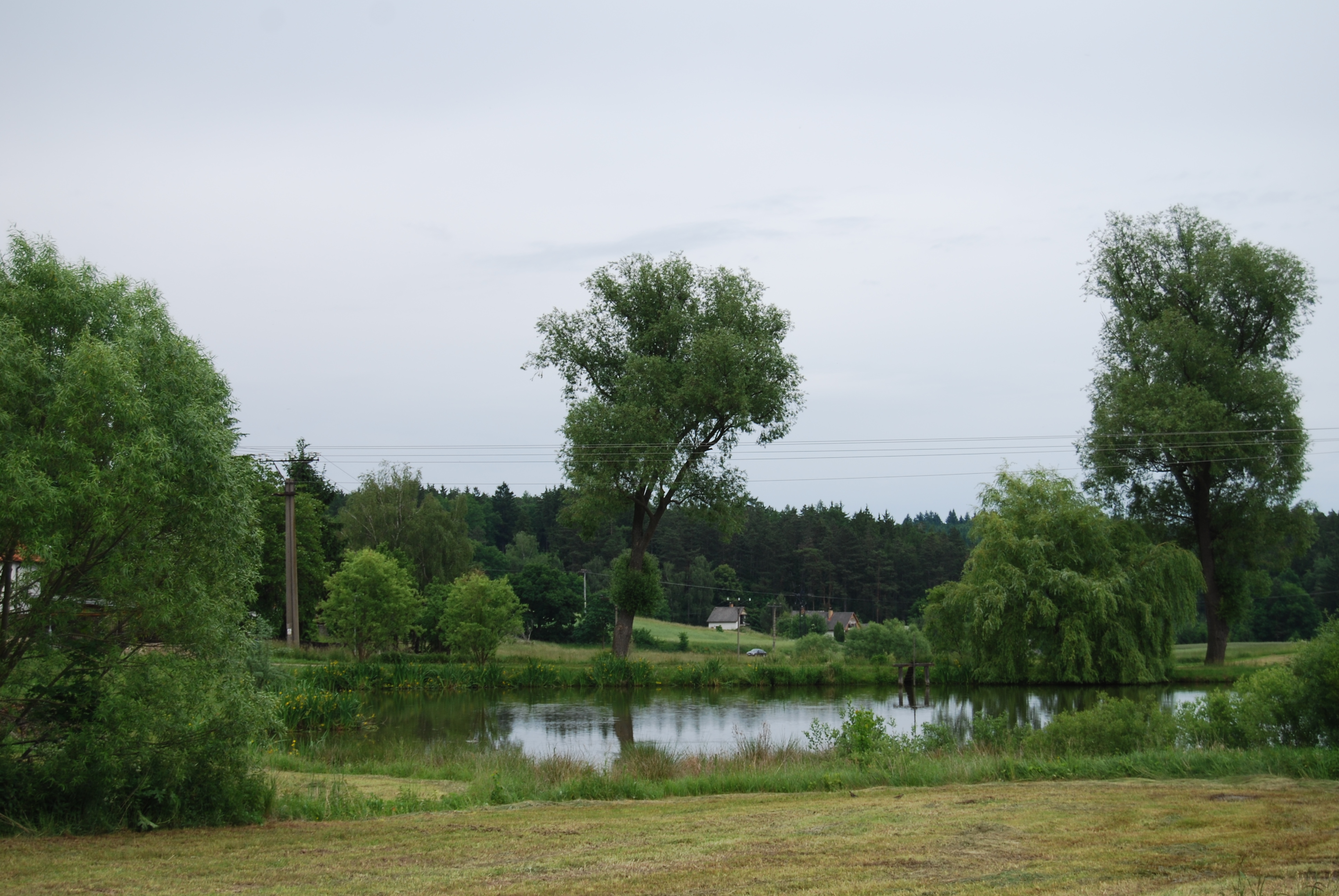
Návesní rybník
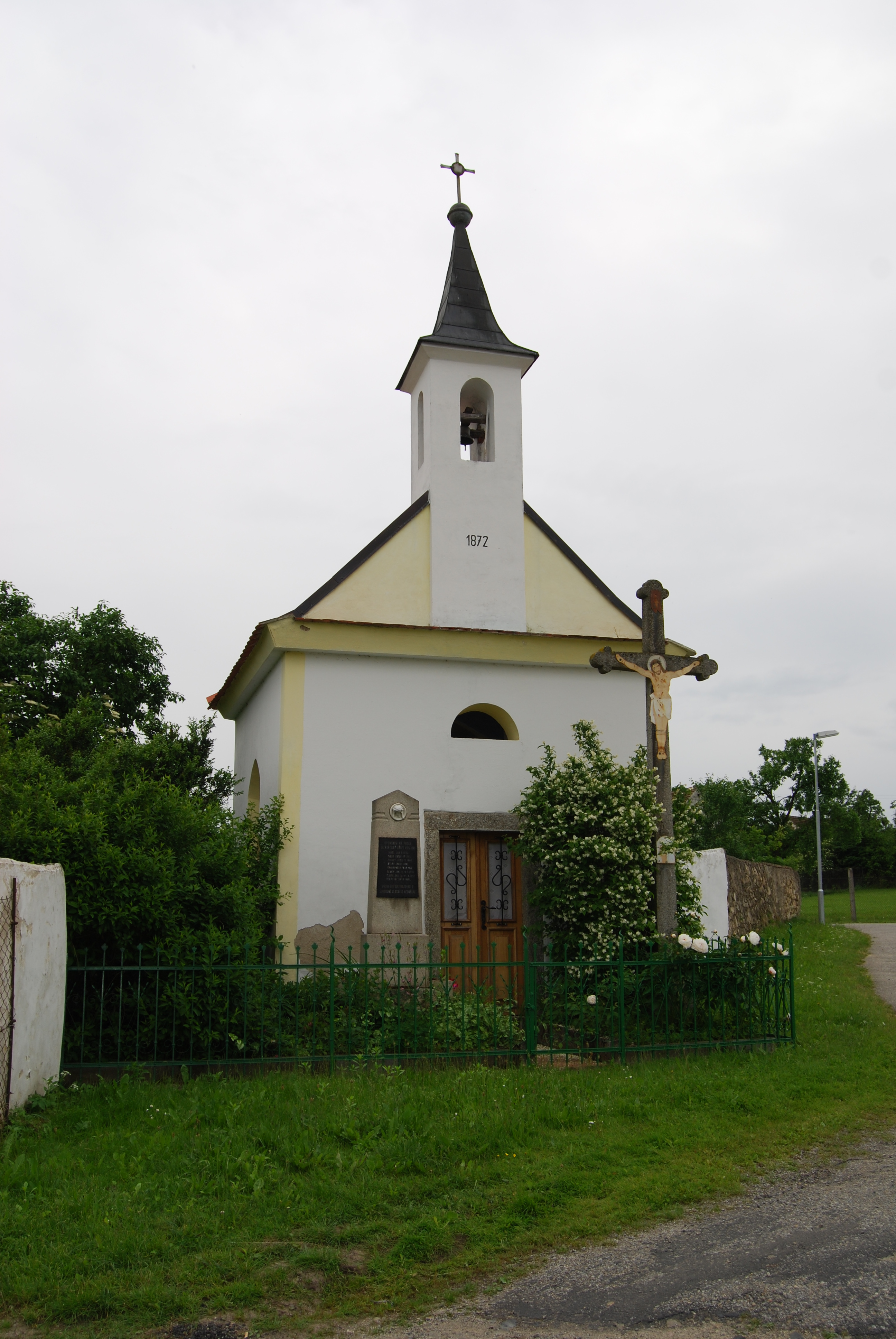
Návesní kaple
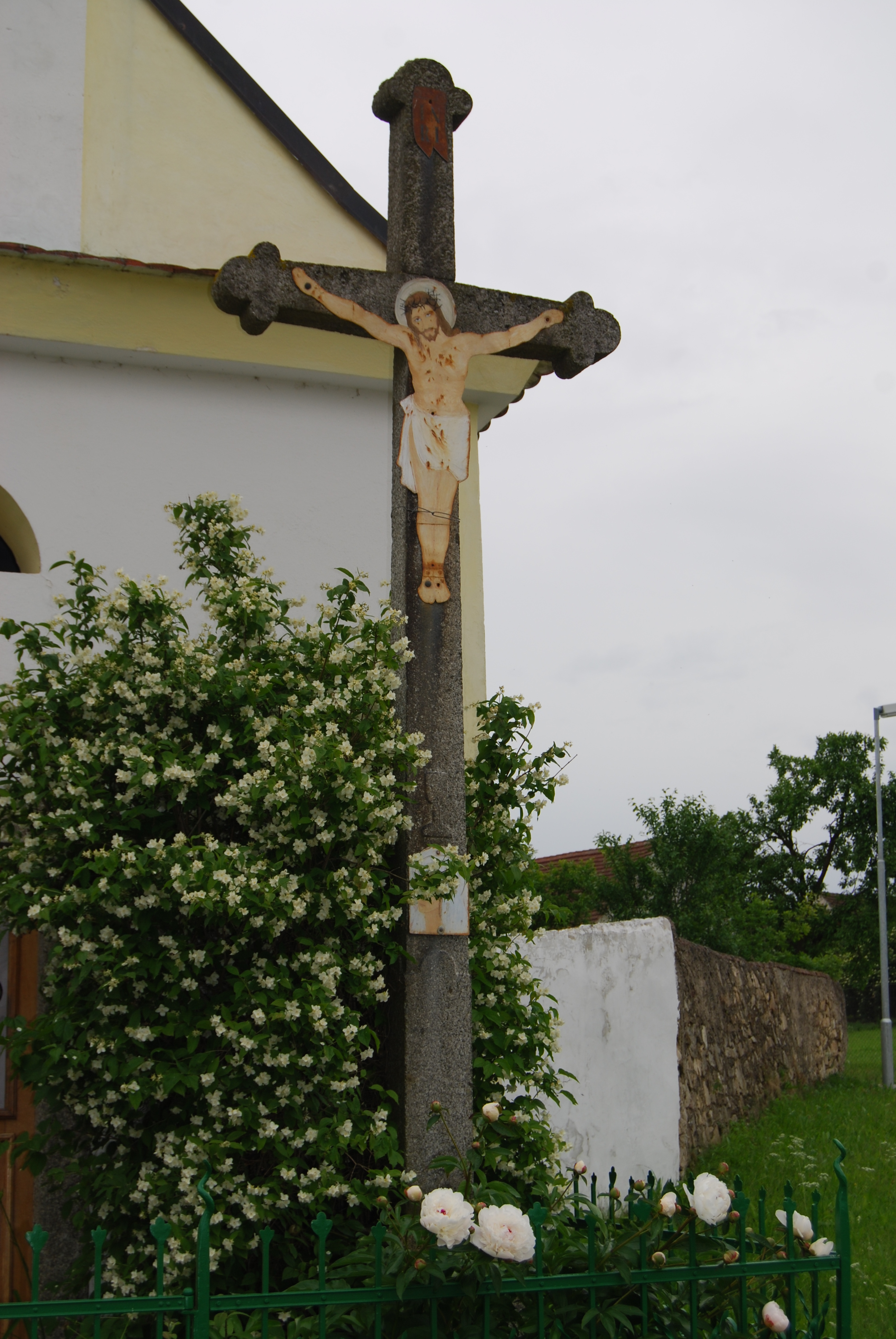
Kříž ve vesnici